# Pascal Dangbo
Pascal Dangbo, född 13 april 1972, är en friidrottare från Benin. Han deltog vid olympiska sommarspelen 1992, olympiska sommarspelen 1996 och olympiska sommarspelen 2000.